# Абазско село
Абазско село е бивше село на днешната територия на България, община Златарица, област Велико Търново. Селото е изселено в 1877 година по време на Освободителната война, поради това, че жителите му били черкези, преселени от Кавказ през 1864 г.